# Charakterystyka fazowa

Przykładowa charakterystyka fazowa układu elektronicznego (tutaj: filtru 1-go rzędu)

Charakterystyka fazowa w elektronice oraz przetwarzaniu sygnałów, to wykres argumentu zespolonej transmitancji widmowej układu LTI (np. wzmacniacza lub filtru) w funkcji częstotliwości lub pulsacji. 
Charakterystyka fazowa obrazuje, jak układ zmienia widmo fazowe sygnału, który przez niego przechodzi. Inaczej mówiąc, charakterystyka fazowa pokazuje jak układ zmienia fazę poszczególnych składowych widmowych sygnału w zależności od ich częstotliwości. 
Oś częstotliwości (pozioma) wykresu charakterystyki fazowej może być wyskalowana w hercach lub radianach na sekundę, zarówno w sposób liniowy jak i logarytmiczny. Oś fazy (pionowa) jest wyskalowana w stopniach lub radianach. Najczęstszym zakresem wartości fazy jest -π…π. Jeśli układ wnosi większe przesunięcie fazowe, to przedstawia się wykres miary głównej kąta. Alternatywnie, przeprowadza się zabieg „odwijania fazy”, który polega na eliminowaniu skoków fazy między π oraz -π przez dodanie wartości 2π w miejscu skoku.
Eksperymentalne wyznaczenie charakterystyki fazowej polega na podaniu na jego wejście sygnału sinusoidalnego o stałej amplitudzie i częstotliwości oraz dokonaniu pomiaru różnicy fazy pomiędzy sygnałem wejściowym a tym obserwowanym na wyjściu układu. Pomiaru takiego można dokonać przy pomocy oscyloskopu metodą krzywych Lissajous. Odczytana różnica fazy stanowi pionową współrzędną pojedynczego punktu wykresu, gdzie poziomą współrzędną jest częstotliwość sygnału. Precyzyjne wykreślenie charakterystyki wymaga wielokrotnego powtórzenia takiego pomiaru dla szerokiego przedziału częstotliwości i połączenie punktów linią ciągłą. Dla układów cyfrowych najprostszym sposobem wyznaczenia charakterystyki fazowej jest zarejestrowanie sygnału, którym układ odpowiada na impuls jednostkowy (dyskretny odpowiednik impulsu Diraca) podany na jego wejście, oraz obliczenie transformaty Fouriera tej odpowiedzi, a następnie wyznaczenie argumentu transformaty.